# Église Saint-Martin de Darmannes
L'église Saint-Martin est une église  située sur la commune de Darmannes, dans le département français de la Haute-Marne et la région Grand Est.

## Historique
L'église Saint-Martin est classée monument historique depuis 1932. Sa construction est principalement du XIII.

## Architecture

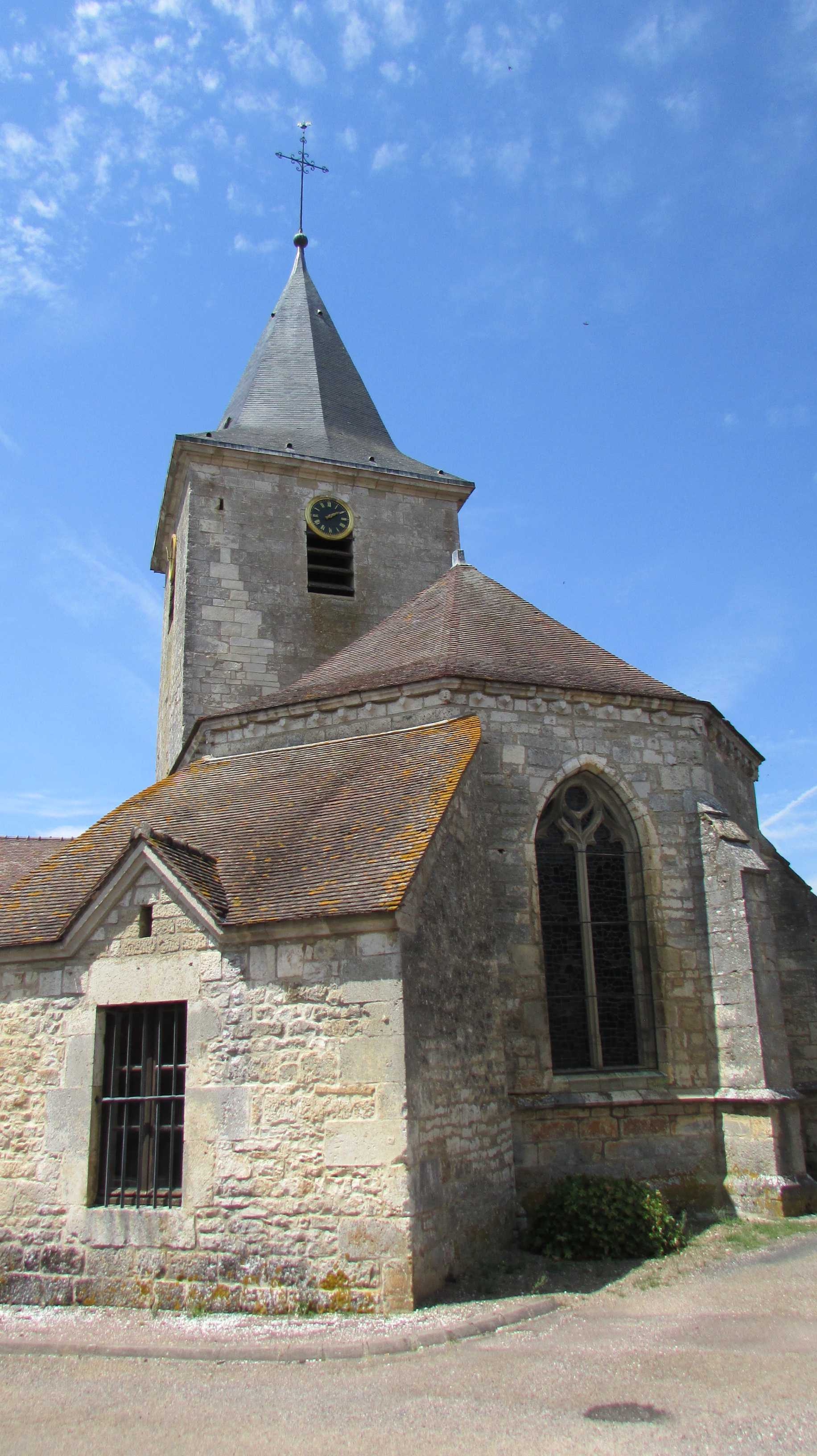
Vue du chevet.